# Zielony Lasek (Piecki)
Pour l'autre village de Pologne, voir Zielony Lasek.
Zielony Lasek est un village de Pologne, situé dans le gmina de Piecki, dans le powiat de Mrągowo, dans la voïvodie de Varmie-Mazurie.

## Source
- (en) Cet article est partiellement ou en totalité issu de l’article de Wikipédia en anglais intitulé « Zielony Lasek, Mrągowo County » (voir la liste des auteurs).